# Michail Petrowitsch Bestuschew-Rjumin

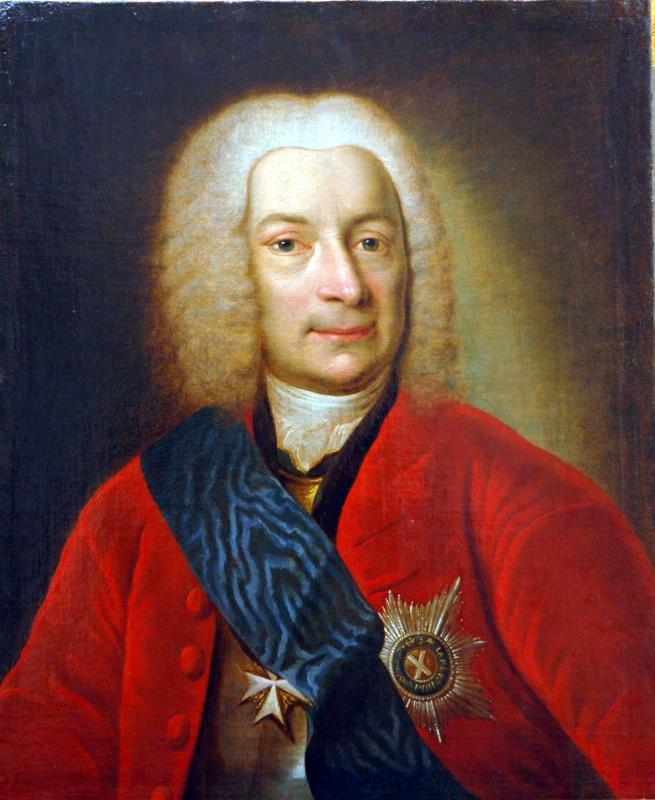
Michail Petrowitsch Bestuschew-Rjumin (Museum Schloss Kuskowo)

Michail Petrowitsch Bestuschew-Rjumin (russisch Михаил Петрович Бестужев-Рюмин; * 7. Septemberjul. / 17. September 1688greg. in Moskau; † 26. Februarjul. / 8. März 1760greg. in Paris) war ein russischer Diplomat.

## Leben
Bestuschew-Rjumin stammte aus der altadligen Familie Bestuschew. Sein Vater war der Staatsbeamte Pjotr Michailowitsch Bestuschew, der 1701 vom Zaren die Erlaubnis bekam, sich und seine Familie Bestuschew-Rjumin zu nennen, und 1712 Hofmeister der Herzogin von Kurland Anna Ioannowna wurde. Bestuschew-Rjumin wurde in Berlin erzogen. Zusammen mit seinem jüngeren Bruder Alexei (1693–1766) ging Bestuschew-Rjumin 1708 zur weiteren Ausbildung ins Ausland. Bestuschew-Rjumin studierte an der Akademie in Kopenhagen und war gleichzeitig abgeordnet zu Fürst Wassili Lukitsch Dolgorukow als Adliger der Botschaft in Dänemark.
Bestuschew-Rjumin begann seinen Staatsdienst am Hof Peters I. Während des Pruthfeldzugs im Sommer 1711 über den Dnjestr ins Fürstentum Moldau im Russisch-Osmanischen Krieg diente Bestuschew-Rjumin als Volontär in der Armee. Nach dem Ende des Krieges mit dem Frieden vom Pruth im Juli 1711 reiste er als Adliger der Botschaft mit Baron Peter Pawlowitsch Schafirow nach Konstantinopel und dann als dessen Kurier zu Peter I. Ab 1712 diente er bei seinem Vater in Mitau. Noch im selben Jahr wurde er zum Kammerjunker der Kronprinzessin Charlotte Sophie ernannt, deren Marstall er bis zu ihrem Tod 1715 leitete.
1720 wurde Bestuschew-Rjumin zum Residenten in London ernannt. Als in diesem Jahr das Königreich Großbritannien eine Allianz mit Schweden schloss, übergab er in Abwesenheit des Königs einem Minister eine Notiz, um die Regierung auf den Widerspruch mit der britisch-russischen Konvention von 1715 hinzuweisen. Darauf wurde er im November 1720 aus London ausgewiesen. Er reiste nach Den Haag aus und blieb dort bis zum Frühjahr 1721.
Nach Beendigung des Großen Nordischen Kriegs gegen Schweden durch den Frieden von Nystad im September 1721 wurde Bestuschew-Rjumin zum Botschafterminister in Stockholm ernannt. Er setzte sich für die schwedische Anerkennung des Kaisertitels Peters I. ein und unterschrieb 1724 das russisch-schwedische Verteidigungsbündnis mit zwölfjähriger Laufzeit. 1725 wurde er aus Schweden zurückberufen und 1726 als außerordentlicher Gesandter nach Polen-Litauen geschickt. 1730 war er in Berlin. 1732 wurde er erneut nach Schweden versetzt. 1735 konnte er das russisch-schwedische Verteidigungsbündnis um weitere 12 Jahre verlängern.
Als im Juli 1738 der schwedische Major Malcolm Sinclair in geheimer Mission nach Konstantinopel mit Dokumenten für Verhandlungen mit dem Osmanischen Reich für ein mögliches anti-russisches Bündnis reiste, erfuhr Bestuschew-Rjumin davon und informierte die russische Regierung mit einem Porträt Sinclairs und der Empfehlung, ihn abzufangen. Auf der Rückreise im Juni 1739 wurde Sinclair im habsburgischen Schlesien zwischen Grünberg und Neustadt von zwei russischen Offizieren im Auftrag Burkhard Christoph von Münnichs überfallen, ausgeraubt und getötet. Ein französischer Kaufmann, der mit Sinclair gereist war, wurde nach Dresden gebracht, dort festgehalten und schließlich mit 500 Dukaten Entschädigung freigelassen. Er reiste nach Stockholm, informierte die Öffentlichkeit und war dann Hauptzeuge für die schwedisch-habsburgischen Ermittlungen. Stockholmer stürmten das russische Botschaftsgebäude. Die russische Regierung bestritt jegliche Beteiligung und verbannte die beiden russischen Offiziere nach Sibirien.
Im Juli 1741 verließ der schwedische Botschafter Erich Matthias von Nolcken St. Petersburg, worauf Bestuschew-Rjumin aus Stockholm zurückgerufen wurde. Jedoch wurde er nach der schwedischen Kriegserklärung an der Ausreise gehindert. Erst als Nolcken in Stockholm angekommen war, konnte Bestuschew-Rjumin ausreisen, so dass er seine Akten vernichtete und nach Hamburg und dann nach Hannover reiste. Er traf sich dort mit dem britischen König und Kurfürsten von Braunschweig-Lüneburg Georg II. und setzte sich für einen zusätzlichen Artikel im britisch-russischen Vertrag von 1741 für die Entsendung eines britischen Geschwaders in die Ostsee für den Fall einer französischen Unterstützung Schwedens ein. Der Regierungsantritt Kaiserin Elisabeths im Dezember 1741 unterbrach die Verhandlungen, worauf Bestuschew-Rjumin als bevollmächtigter Botschafterminister nach Warschau ging und sogleich nach St. Petersburg zurückgerufen wurde, wo er den Orden des Heiligen Andreas des Erstberufenen erhielt. Sein jüngerer Bruder Alexei wurde Ende 1741 Vizekanzler und 1742 Präsident des Kollegiums für Auswärtige Angelegenheiten. Bestuschew-Rjumin wurde 1742 zum Wirklichen Geheimen Rat (2. Rangklasse) ernannt.
1743 heiratete Bestuschew-Rjumin Gräfin Anna Gawrilowna Jaguschinskaja, Tochter des Großkanzlers Gabriel Iwanowitsch Golowkin. Im Juli dieses Jahres wurde sie verhaftet aufgrund ihrer Verwicklung in die Lopuchina-Botta-Verschwörung gegen Kaiserin Elisabeth. Im September 1743 wurde sie zur Todesstrafe verurteilt, die im letzten Moment auf Beschluss der Kaiserin durch Auspeitschung, Abschneiden der Zunge und Verbannung nach Sibirien ersetzt wurde. Während der Untersuchung stand Bestuschew-Rjumin unter Bewachung.
1744 wurde Bestuschew-Rjumin als Gesandter nach Berlin geschickt, während sein Bruder Alexei Staatskanzler wurde. Im September 1744 wurde Bestuschew-Rjumin als bevollmächtigter Botschafterminister an den Hof Augusts III. versetzt. Im November 1747 erbat er von der Kaiserin die Erlaubnis, Johanna Henriette Luise von Carlowitz, Witwe des Oberschenken Haugwitz, heiraten zu dürfen. Er erhielt keine Antwort, da er rechtmäßig noch verheiratet war. Auch sein Bruder konnte nicht helfen. 1748 wurde Bestuschew-Rjumin zum außerordentlichen Botschafter am habsburgischen Hof in Wien ernannt. Vor seiner Abreise aus Sachsen heiratete er im März 1749 die Witwe Haugwitz.
Anfang 1751 erhielt Bestuschew-Rjumin in Wien von den habsburgischen Offizieren serbischer Herkunft Jovan Horvat, Dmitri Horvat, Jovan Schevitsch, Nikolai Tschorba und Todor Tschorba eine Petition mit Jovan Horvats Angebot, ein Husaren-Regiment mit 1000 Serben oder Slawen und ein Panduren-Regiment mit 2000 Griechen anzuwerben und auf ihnen zu übergebenden Ländereien in Russland anzusiedeln gegen Erstattung der Kosten. Nachdem die Offiziere ihre Entlassung aus der habsburgischen Armee und die Genehmigung für den Eintritt in russische Dienste erreicht und im Juli 1751 Bestuschew-Rjumin von Kaiserin Elisabeth die Genehmigung für das Auswanderungsprojekt erhalten hatte, organisierte er mit den serbischen Projektführern die Auswanderung in drei Gruppen.
1752 wurde Bestuschew-Rjumin nach St. Petersburg zurückberufen. Er erkrankte unterwegs und kehrte erst nach einem dreijährigen Aufenthalt in Dresden zurück. 1756 nach Abschluss des Koalitionsvertrags mit Frankreich gegen Preußen zu Beginn des Siebenjährigen Kriegs wurde er als außerordentlicher Gesandter nach Frankreich geschickt.
Nach seinem Tod in Paris wurde Bestuschew-Rjumin seinem Willen gemäß nach Russland überführt. Er war kinderlos. Sein Erbe war sein Neffe Michail Nikititsch Wolkonski.